# Be Séries
Be Séries es un canal privado belga de televisión de pago dedicado a las series de televisión.
Be Séries también emite algunas creaciones originales de Canal+ totalmente invisibles en Bélgica y Luxemburgo o series americanas como Game of Thrones que se emite simultáneamente con HBO.

## Historia del canal
En 2004, se creó Be tv para reemplazar a Canal+ Belgique. El nuevo ramo incluye seis canales: Be 1, Be 1 +1h, Be Ciné 1, Be Ciné 2, Be Sport 1 y Be Sport 2.
Be Séries ha sustituido a Be Ciné 2 desde el 4 de septiembre de 2006: como su nombre indica, el canal se está alejando del cine para centrar su programación en la emisión de series de televisión. Una serie se emite todas las tardes a las 20h30 y se retransmite al día siguiente alrededor de las 22h., mientras que los domingos se dedican a la emisión de largometrajes.
El 29 de agosto de 2012 Be Séries comienza a emitir en alta definición.

## Organización

### Capital
El canal es 100% propiedad del grupo audiovisual Be tv.